# Světový pohár v biatlonu 2020/2021 – Anterselva
7. podnik Světového poháru v biatlonu v sezóně 2020/2021 probíhal od 21. do 24. ledna 2021 v italské Anterselvě. Na programu podniku byly vytrvalostní závody, štafety a závody s hromadným startem.

## Program závodů
Oficiální program:
| Datum     | Disciplína                       | Začátek (SEČ) | Počet závodníků |
| --------- | -------------------------------- | ------------- | --------------- |
| 21. ledna | Vytrvalostní závod (ženy)        | 14.15         | 93              |
| 22. ledna | Vytrvalostní závod (muži)        | 13.15         | 97              |
| 23. ledna | Závod s hromadným startem (ženy) | 13.10         | 30              |
| 23. ledna | Štafety (muži)                   | 15.05         | 24 týmů         |
| 24. ledna | Štafety (ženy)                   | 12.45         | 20 týmů         |
| 24. ledna | Závod s hromadným startem (muži) | 15.05         | 30              |

## Průběh závodů
V toto týdnu se do světového poháru znovu zapojil Tomáš Krupčík a Milan Žemlička, kteří byli v karanténě kvůli koronaviru. Českému týmu však stále chyběli Michal Krčmář, Adam Václavík a Tomáš Mikyska, kteří prodělali začátkem roku covid-19. Redukovaný byl také servisní tým a Ondřeje Rybáře, který měl jiné reprezentační povinnosti, zastoupil na trenérském postu Zdeněk Vítek.

### Vytrvalostní závody
V závodě žen se nedařilo favoritkám: Norky Marte Olsbuová Røiselandová i Tiril Eckhoffová udělaly po čtyřech chybách a skončily mimo první desítku závodníků. O vítězství bojovala Francouzka Anaïs Chevalierová-Bouchetová. K poslední střelbě přijížděla s náskokem první, zde udělala svoji jedinou chybu, přesto dojela do cíle průběžně na prvním místě. Ihned ji však předjela Ukrajinka Julija Džymová, která jako jediná ze všech závodnic střílela bezchybně. Rychleji však běžela Rakušanka Lisa Hauserová, která přes jeden nezasažený terč při třetí střelbě dojela do cíle první a získala tak svoje premiérové vítězství v závodě světového poháru. 
Českým reprezentantkám se nedařilo: Markéta Davidová udělala při každé střelbě po jedné chybě a dokončila závod na 41. místě. Poprvé v tomto ročníku tak nezískala žádné body do klasifikace světového poháru. Jessica Jislová běžela sice pomalu, ale minula jen dva terče a dojela do cíle o jedno místo před Davidovou.
Ve vytrvalostním závodě mužů bylo třeba pro vítězství zastřílet všechny položky čistě. Jako prvnímu se to podařilo Rusovi Alexandru Loginovovi. Za něj se pak zařadil Nor Sturla Holm Laegreid, který nezasáhl celkem 2 terče. O třetí místo se svedl těsný souboj mezi domácím Lukasem Hoferem a Francouzem Quentinen Fillonem Mailletem, přičemž francouzský biatlonista předjel v cíli Itala o jednu desetinu sekundy. Na trati byl však tou dobou ještě málo známý Ukrajinec Anton Dudčenko, který po bezchybně zastřílených čtyřech položkách odjížděl do posledního kola na třetím místě s náskokem devět vteřin. Zpomaloval však a dokončil závod jako pátý se ztrátou tři desetiny sekundy na třetí pozici. Další dva bezchybní střelci – Rakušan David Komatz a Japonec Kosuke Ozaki – dojeli vinou horších běžeckých časů na 12., resp. 24. místě, Oba však zaznamenali nejlepší umístění v kariéře.
Českým biatlonistům se stejně jako ženám nedařilo. Nejlepší byl Ondřej Moravec, který se dvěma nezasaženými terči dojel na 33. místě. O dvě pozice za ním skončil třikrát chybující Tomáš Krupčík. Milan Žemlička běžel pomalu, ale díky pouze jedné střelecké chybě a 39. místu získal svoje první body v hodnocení světového poháru.

### Závody s hromadným startem
V závodě žen se často měnilo pořadí na prvních místech. Markéta Davidová  udělala jednu chybu při první střelbě a propadla se do třetí desítky závodnic. Rychlým během a další čistou střelbou se ale propracovávala dopředu. Po třetí střelecké položce zbyly v čele čtyři závodnice, které dosud střílely bezchybně. Z nich měla nejvíce sil Ruska Světlana Mironovová, která přijížděla s náskokem na poslední střelbu. Zde však udělala dvě chyby a protože ani její tři následovnice nestřílely bezchybně, dostaly se do čela Švédka Hanna Öbergová a Rakušanka Lisa Hauserová. Za nimi vyjížděla na třetím místě Davidová následována Francouzkou Julií Simonovou, která jela v dosavadním průběhu závodu nejrychleji. Simonová také všechny soupeřky včetně Davidové předjela, získala menší náskok, ale těsně před cílem ji dojela Öbergová a obě společně sprintovaly do cíle. Simonové se však  podařilo nástup odrazit a zvítězila o dvě desetiny vteřiny. Davidová v posledním kole jela pomaleji a skončila na pátém místě.
V mužském závodě favorizovaný Nor Johannes Thingnes Bø dostal do čela po druhé střelbě a získal desetivteřinový náskok, se kterým přijel i na poslední střelbu. Tam sice jednou chyboval, ale stejně střílel i jeho pronásledovatel Francouz Quentin Fillon Maillet. Z první poloviny závodníků zvládl tuto položku bezchybně jen Slovinec Jakov Fak, který se tak dostal s náskokem na třetí místo. V tomto pořadí dojeli všichni tři také s odstupy do cíle. Z českých závodníků se nikdo do tohoto závodu neprobojoval a Michal Krčmář, který jediný měl právo účasti podle pořadí ve světovém poháru, se stále zotavoval z nákazy koronavirem.

### Štafety
V závodě mužů musel po čtvrté střelbě Nor Johannes Dale na trestné kolo a vedoucí Norsko se propadlo na deváté místo. Do čela se dostala ruská štafeta, ale do té doby bezchybný a rychle jedoucí Alexandr Loginov musel po šesté střelecké položce také na trestné kolo. Vedla francouzská štafeta těsně před německou, ale Norové se stále zlepšovali. Před sedmou střelbou dojel Johannes Thingnes Bø vedoucí dvojici, dostal se do čela následován bezchybně střílejícím Rusem Eduardem Latypovem a svůj náskok zvyšoval. Poslední střelbu zvládl z vedoucích závodníků bezchybně jen Francouz Émilien Jacquelin, který se tím zařadil těsně na Nora. Za nimi s větší ztrátou jela německá a ruská štafeta. Při vjezdu na stadion Jacquelin předjel Bøa a francouzská štafeta zvítězila. Ve stejném místě pak předjel Latypov Němce Benedikta Dolla a ruská mužská štafeta se tak po dvou letech dostala na stupně vítězů.
V české štafetě startoval poprvé Milan Žemlička. Dobře střílel, ale pomaleji běžel a předával na 22. místě. Ondřej Moravec zlepšil českou pozici o tři místa, ale Tomáš Krupčík pak jel jedno trestné kolo a Jakub Štvrtecký tři. Česká štafeta byla dojeta vedoucími týmy o celý okruh a následně stažena ze závodu. V konečném pořadí byla klasifikována na 19. místě.
V ženské štafetě se od čtvrté střelby držely v čele reprezentantky Německy a Ruska, které se střídaly ve vedení. Spolu také přijížděly i na poslední střeleckou položku. Zde Ruska Uljana Kajševová střílela rychleji než Franziska Preussová a odjížděla do posledního kola s náskokem téměř devíti vteřin, který udržela až do cíle. Eva Puskarčíková hned při odjezdu ze stadionu upadla a jela až do první střelby poslední.  Do druhého úseku předávala na 17. místě. České biatlonistky pak vylepšovaly pozici především díky dobré střelbě Jessicy Jislové a rychlému běhu Markéty Davidové. Lucie Charvátová od ní přebírala štafetu na sedmém místě. Rychle běžela a oproti minulým štafetovým závodům nemusela na trestné kolo. Do posledního běžeckého kola vyjížděla na desátém místě těsně za švýcarskou, ukrajinskou a švédskou štafetou. S nimi také najížděla do cílové roviny, kde už nestačila soupeřky předjet a dojela desátá, půl vteřiny za sedmou švédskou štafetou.

## Umístění na stupních vítězů

### Muži
| Disciplína                        | První místo                                                                        | Výkon                                                     | Druhé místo                                                              | Výkon                                                     | Třetí místo                                                          | Výkon                                                     |
| Vytrvalostní závod (20 km)        | Alexandr Loginov                                                                   | 48.41,8 (0+0+0+0)                                         | Sturla Holm Laegreid                                                     | 49.40,3 (0+1+1+0)                                         | Quentin Fillon Maillet                                               | 49.52,4 (0+0+1+1)                                         |
| Závod s hromadným startem (15 km) | Johannes Thingnes Bø                                                               | 35.44,3 (0+0+0+1)                                         | Quentin Fillon Maillet                                                   | 36.15,6 (1+0+0+1)                                         | Jakov Fak                                                            | 36.28,5 (0+0+1+0)                                         |
| Štafeta (4×7,5 km)                | Francie Antonin Guigonnat Quentin Fillon Maillet Simon Desthieux Émilien Jacquelin | 1:14.25,8 (0+2) (0+1) (0+1) (0+3) (0+0) (0+1) (0+1) (0+0) | Norsko Sturla Holm Laegreid Johannes Dale Tarjei Bø Johannes Thingnes Bø | 1:14.26,6 (0+2) (0+0) (0+1) (1+3) (0+1) (0+1) (0+0) (0+1) | Rusko Anton Babikov Matvej Jelisejev Alexandr Loginov Eduard Latypov | 1:15.15,4 (0+0) (0+0) (0+0) (0+1) (0+0) (1+3) (0+0) (0+3) |

### Ženy
| Disciplína                          | První místo                                                                     | Výkon                                                     | Druhé místo                                                                      | Výkon                                                     | Třetí místo                                                                   | Výkon                                                     |
| Vytrvalostní závod (15 km)          | Lisa Hauserová                                                                  | 42.29,3 (0+0+1+0)                                         | Julija Džymová                                                                   | 43.13,0 (0+0+0+0)                                         | Anaïs Chevalierová-Bouchetová                                                 | 43.33,3 (0+0+0+1)                                         |
| Závod s hromadným startem (12,5 km) | Julia Simonová                                                                  | 37.05,5 (1+1+1+0)                                         | Hanna Öbergová                                                                   | 37.05,7 (0+0+1+0)                                         | Lisa Hauserová                                                                | 37.09,0 (0+0+1+0)                                         |
| Štafeta (4×6 km)                    | Rusko Jevgenija Pavlovová Taťána Akimovová Světlana Mironovová Uljana Kajševová | 1:07.32,4 (0+1) (0+3) (0+0) (0+1) (0+1) (0+1) (0+0) (0+2) | Německo Vanessa Hinzová Janina Hettichová Denise Herrmannová Franziska Preussová | 1:07.43,4 (0+1) (0+0) (0+0) (0+1) (0+1) (0+2) (0+0) (0+1) | Francie Anaïs Bescondová Anaïs Chevalierová Justine Braisazová Julia Simonová | 1:07.53,6 (0+0) (1+3) (0+0) (0+0) (0+2) (0+2) (0+1) (0+1) |

## Pořadí zemí
| Pořadí | Země      | 1. místo | 2. místo | 3. místo | Celkově |
| ------ | --------- | -------- | -------- | -------- | ------- |
| 1.     | Francie   | 2        | 1        | 3        | 6       |
| 2.     | Rusko     | 2        | 0        | 1        | 3       |
| 3.     | Norsko    | 1        | 2        | 0        | 3       |
| 4.     | Rakousko  | 1        | 0        | 1        | 2       |
| 5.     | Ukrajina  | 0        | 1        | 0        | 1       |
| 5.     | Švédsko   | 0        | 1        | 0        | 1       |
| 5.     | Německo   | 0        | 1        | 0        | 1       |
| 8.     | Slovinsko | 0        | 0        | 1        | 1       |
|        | Celkem    | 6        | 6        | 6        | 18      |